# Laguna Tampush
Tampush es una laguna altoandina del norte peruano en el departamento de Áncash.

## Geografía

### Ubicación
Se emplaza en el lado noroeste del cerro Totorapunta en una depresión que está a 4037 m s.n.m. en el distrito huarino de Huacchis.

### Clima
Por su altitud el clima es propio de la región Puna que por lo general es frío, sin embargo durante los días despejados suele hacer calor para luego hacerse frígido cuando llega el atardecer y posteriormente la noche. Aunque presenta sequedad atmosférica suele caer precipitaciones ya sea en forma líquida (lluvia) o sólida (granizo), siendo muy frecuentes en los meses de diciembre y enero durante la época de avenidas (en el verano austral), siendo llamado este lapso de tiempo como el «invierno andino» coincidiendo con el invierno del hemisferio norte.

## Acceso
Desde la ciudad de Huacchis, cabecera y núcleo urbano del distrito homónimo parte una vía afirmada en el lado sur de la quebrada Champanario directamente hacia la laguna. El recorrido se puede realizar bien en transporte motorizado (auto particular o moto lineal), a lomo de caballo o mula o caminando; para este último caso aunque el camino en general no es accidentado (solamente saliendo del pueblo de Huacchis) requiere buena condición física para recorrer la distancia y enfrentar el cambio de la de por sí elevada altitud (desde los 3491 m s. n. m. hasta los 4037 m s.n.m.).

## Represamiento
A inicios del año 2014 se realizó un proyecto de instalación de sistema de riego en la laguna, con el objetivo de que la población huacchicina posea una infraestructura de riego eficiente, mediante el almacenamiento de las aguas excedentes en épocas de lluvia del río Champanario. La obra finalizó y se entregó en octubre del año 2016.